# Summer Fontana
Summer Fontana (Canton, Ohio; 7 de diciembre de 2008) es una actriz infantil estadounidense conocida por The Originals, Legacies, X-Men: Dark Phoenix, Wish Upon a Unicorn, The Outsider y The Magicians.

## Primeros años
Comenzó su carrera actoral desde pequeña, trabajando en cortometrajes y producciones de televisión. Ha colaborado con grandes estudios en televisión y cine. Su carrera incluye papeles en varios géneros, desde drama hasta ciencia ficción. Está representada por expertos en la industria y sigue trabajando activamente.

## Filmografía
- Abby Hatcher, Cazadora de Pelusas (2019-2022)
- Pide un deseo a un unicornio (2020)
- El forastero (2020)
- Bella y el circo mágico (2020)
- Fénix Oscura (2019)
- Los originales (2013-2018)
- Fiesta de Navidad en la oficina (2016)